# Oberputz
Der Oberputz ist die oberste und oft sichtbare Schicht eines ein- oder mehrlagigen Putzsystems. Außenputz besteht häufig aus Unterputz und Oberputz, welche in getrennten Arbeitsgängen auf das Mauerwerk aufgebracht werden. Oberputze dienen auch dem Schutz gegen mechanische Einflüsse, wie Niederschläge (Schlagregen) sowie der farblichen Gestaltung der Fassade bzw. der Innenwände.
Zu technischen Eigenschaften und Richtlinien siehe auch: Putz (Baustoff)

## Außenputz
Traditionell bestanden Außenputze aus zweilagig aufgetragenen Kalkmörtel. Auf besonders wenig oder besonders stark saugenden Untergründen wird zur Verbesserung der Haftung vor dem Auftrag des Unterputzes gegebenenfalls noch eine Beschichtung (z. B. Haftvermittler oder Tiefgrund) oder ein Vorspritz aufgebracht.
Der Unterputz hatte die Aufgabe, den in der Regel aus verschiedenen Materialien (Mauersteine und Fugenmörtel, sowie gegebenenfalls Holz und Putzträger) bestehenden und durch Fugen strukturierten Untergrund auszugleichen. Auf Wänden traditioneller Bauart ist es schwierig bis unmöglich, beim Auftrag und Schlichten eines einlagigen Putzes eine optisch gleichmäßige Putzoberfläche zu erreichen, da Putzstellen, die über Vertiefungen oder über weniger saugfähigen Mauersteinen oder Holz liegen, längere Zeit benötigen, um anzusteifen.
Betonoberflächen sowie aus Großblocksteinen mit Dünnschichtputz oberflächenbündig gemauerte Wände können hingegen einlagig verputzt werden, zumal Kunstharzanteile in modernen Putzen die Verarbeitung vereinfachen.
Zur Vereinfachung der Verarbeitung und zur Erzielung besonders gleichmäßiger Oberflächen wird heute vielfach ein dünnschichtiger und oft durchgefärbter Edelputz auf einen Unterputz aufgetragen. Bei Wärmedämmverbundsystemen (WDVS) wird zwischen Edelputz und Dämmschicht oft eine Lage Armierungsputz aufgebracht.
Die traditionelle Putzregel besagt, dass die Schichten von innen nach außen immer weicher werden sollen. Der Oberputz wäre demnach elastischer (und in der Regel auch offenporiger) als Unterputz und Untergrund. Putzrisse durch thermische Spannungen nach Sonneneinstrahlung sowie die Ablösung der obersten Putzschicht (Schalenbildung) ist bei einem solchen Aufbau so gut wie ausgeschlossen. Um insbesondere an der Wetterseite die Auffeuchtung des Oberputzes durch Schlagregen zu vermeiden, sollte die Wasseraufnahme eines sehr saugfähigen Oberputzes jedoch durch den Auftrag einer Kalk- oder Silikatfarbe reduziert werden. Rein mineralische Farben reduzieren die Saugfähigkeit durch der Verschluss der Poren, schränken die Diffusionsfähigkeit jedoch nur wenig ein.
Werden hingegen statische Spannungen im Putz durch Bewegungen des Mauerwerks befürchtet, so kann es sich anbieten, einen besonders weichen und damit nachgiebigen bzw. elastischen Unterputz einzusetzen, der Risse im Untergrund zu einem gewissen Grad ausgleichen kann. Die Übertragung der Risse in den Oberputz kann durch das Einbetten von Armierungsgewebe in eine Schicht Armierungsmörtel oder direkt in den Oberputz vermieden werden.
Außenputze sind Feuchtigkeit, Frost und starken Temperaturschwankungen ausgesetzt. Dabei sollen sie auf Dauer nicht verflecken, gut haften und rissfrei bleiben. Als Bindemittel in mineralischen Außenputzen werden Luftkalke, hydraulische und hochhydraulische Kalke sowie Zement eingesetzt. Als Zuschlagstoff dienen verschiedene Sande oder feiner Kies, welche auch die Oberflächenstruktur bestimmen.
Moderne Kunstharzaußenputze werden als Trockenmischungen geliefert, die einfach und rationell zu verarbeiten sind. Ihre Oberfläche ist bei richtiger Anwendung weitgehend rissfrei, sowie besonders witterungsbeständig, abriebfest und wasserabweisend. Die Polymeranteile im Putz erhöhen den Diffusionswiderstand. Wasser dringt nur langsam in die Oberfläche ein, kann aber auch nur langsam wieder ausdiffundieren.
Um zu vermeiden, dass kunstharzhaltige Putze bei der Bearbeitung der Oberfläche am Werkzeug kleben, kann die Oberfläche leicht angefeuchtet werden.
Gips- und Anhydritputze werden heute im Außenbereich nicht mehr verwendet, da sie bei längerer Durchfeuchtung an Festigkeit verlieren und zudem weniger schnell abtrocknen als Kalkputze.

## Innenputz
Im Innenbereich werden ebene Untergründe in der Regel einlagig verputzt.
Nur auf sehr unebenen Wandoberflächen kann ein Unterputz zum Ausgleich der Unebenheiten notwendig werden.
Innenputze werden fast durchweg glatt und weniger strukturiert ausgeführt als Außenputze. Oft kommen Gipsputze oder Kalk-Gipsputze zum Einsatz, die mit dem Filzbrett geschlichtet werden, um ohne weiteres Wand- und Deckentapeten anbringen zu können. Wird nicht tapeziert, so kann es sinnvoll sein, die Oberfläche durch den Auftrag von Spachtelmasse, Streich-, Schweiß- oder Glättputz oder einer anderen Beschichtung noch weiter zu glätten, da an gefilzten Putzoberflächen Sandkörner haften, an denen Textilien beim Vorbeistreifen haften bleiben können.
Gipsputze ohne Sandanteil können auch mit der Kelle, dem Filz- oder Schwammbrett geglättet oder nach dem Erhärten abgeschliffen werden.
Zum Ausgleich der in Innenräumen schwankenden Luftfeuchte sollten Innenputze wasserdampfdurchlässig (dampfdiffusionsoffen) und kapillar saugend sein.
Vorgemischte Leicht- und Edelputze für den Innenbereich erzielen gewöhnlich eine geringere Oberflächenhärte, als ihre Pendants für den Außenbereich.